# Yokoi Kinkoku
 (octobre 2019).
Si vous disposez d'ouvrages ou d'articles de référence ou si vous connaissez des sites web de qualité traitant du thème abordé ici, merci de compléter l'article en donnant les références utiles à sa vérifiabilité et en les liant à la section « Notes et références ».
Yokoi Kinkoku (横井 金谷, Yokoi Kinkoku) est un poète, peintre et moine bouddhiste japonais de l'époque d'Edo. 

## Biographie
Il est né à Kusatsu en 1761 et mort à Kyoto le 1er février 1832. De moine, il est devenu ascète des montagnes (yamabushi) puis peintre.
Sa carrière s'est déroulée pour l'essentiel dans les environs de Nagoya.

## Œuvre
Il est très célèbre pour ses haïkus et ses haiga, c'est-à-dire peintures accompagnées d'un haïku. Dans sa poésie et sa peinture, il parle presque toujours de la nature et les montagnes y sont très souvent présentes.

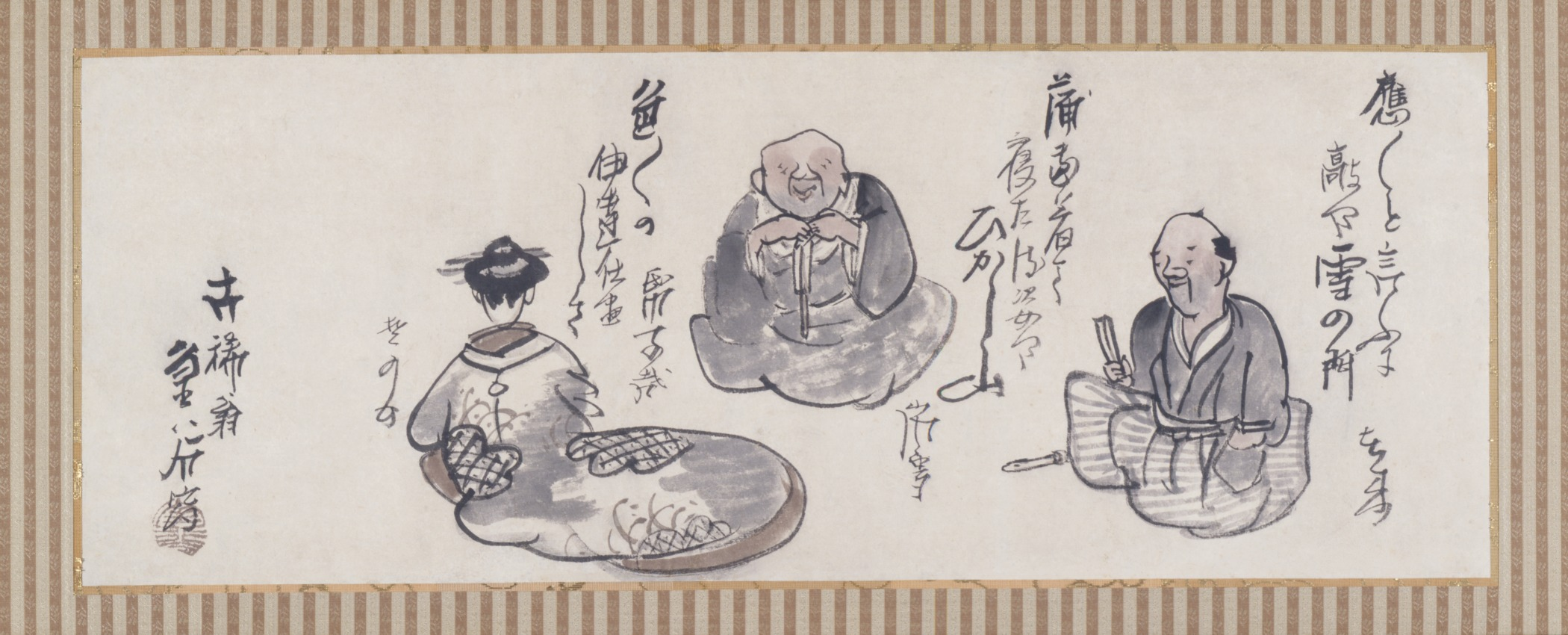
Trois poètes: Mukai Kyorai, Hattori Ransetsu et Shiba Sonome.

Kinkoku est aussi l'auteur de deux volumes autobiographiques: les Annales de l'éminent prêtre Kinkoku et Souvenir de la vie de l'éminent prêtre Kinkoku (1809).